# Dieter Kleinmann
Dieter Kleinmann (* 20. April 1953 in Stuttgart) ist ein deutscher Politiker (FDP) und evangelischer Pfarrer.

## Leben und Beruf
Nach dem Abitur in Schorndorf studierte Dieter Kleinmann evangelische Theologie in Tübingen und Göttingen sowie bis 1982 Wirtschaftswissenschaften  in Tübingen und München. 1987 wurde er Vikar in Sulz am Neckar. Von 1993 bis 1996 war er Pfarrer in Sigmarswangen und Wittershausen. Von 1996 bis 2011 gehörte der dem Landtag von Baden-Württemberg an. Zwischen 2012 und 2018 war er als Seelsorger bei der Messe Stuttgart sowie beim Flughafen Stuttgart tätig. Seit 2019 ist er im Ruhestand. Kleinmann ist verheiratet und hat zwei Kinder. Er wohnt in Stuttgart-Rohracker.

## Politik
1972 trat Kleinmann der FDP bei. Von 1980 bis 1984 war er Mitglied im Gemeinderat von Plüderhausen. 1996 wurde er in den Landtag von Baden-Württemberg gewählt und gehörte bis 2011 dem FDP-Landesvorstand an. Er vertrat den Wahlkreis 53 – Rottweil und war Vorsitzender des Ausschusses für Wissenschaft, Forschung und Kunst sowie medien- und entwicklungspolitischer Sprecher der Landtagsfraktion. Darüber hinaus gehörte Kleinmann dem Kreistag des Landkreises Rottweil an, in dem er Vorsitzender der FDP-Fraktion ist. Er ist Vorsitzender des FDP-Bundesfachausschusses Kirchen, Religions- und Weltanschauungsgemeinschaften und der Kommission Liberale und Kirche in Baden-Württemberg. Bei der Landtagswahl 2011 wurde er nicht wiedergewählt.

## Ehrungen
2022 wurde Kleinmann für 50-jährige Mitgliedschaft in der FDP die Theodor-Heuss-Medaille in Gold überreicht.

## Publikation
- Protestantische Profile – Lebensbilder aus fünf Jahrhunderten, Hrsg. Klaus Scholder und Dieter Kleinmann, Athenäum Verlag, Frankfurt am Main 1983, ISBN 3761082576 / ISBN 9783761082577